# Hernanes
Anderson Hernanes de Carvalho Viana Lima, meglio noto come Hernanes (Recife, 29 maggio 1985), è un calciatore brasiliano, centrocampista del Sale.
Durante la sua carriera ha vinto due Campionati brasiliani (2007 e 2008), un Campionato italiano (2015-2016) e due Coppe Italia (2012-2013 e 2015-2016). Con la Nazionale brasiliana ha vinto la Confederations Cup 2013 e preso parte alla rassegna mondiale di Brasile 2014. Nel 2007 e nel 2008 si è aggiudicato la Bola de Prata, premio assegnato dalla rivista Placar ai migliori undici giocatori per ruolo del campionato brasiliano. Nel 2009 è stato definito il miglior calciatore Under-23 del mondo dal Times.

## Biografia
Nel 2006 si sposa con Erica Lima dalla cui unione nascono Ezequiel, Lucia, Maximo e Angelica (nel 2015).
È soprannominato Il Profeta (O Profeta in portoghese): il soprannome gli fu affibbiato da Leifert Tiago, presentatore di una tv brasiliana colpito dal fatto che il giocatore, durante le interviste, citasse sempre qualche proverbio della Bibbia.
A Montaldo Scarampi in provincia di Asti ha aperto prima un'azienda vinicola nel 2016 e poi un resort con ristorante segnalato tra i migliori ristoranti d'Italia dalla Guida Michelin.
I suoi vini vengono presentati al Vinitaly di Verona e il 29 maggio 2022 partecipa per la prima volta alla Festa della Barbera di Castagnole delle Lanze con il sommelier Paolo Noto.
Nell’estate del 2022 diventa commentatore tecnico delle partite trasmesse da Sportitalia. Tre anni dopo debutta come opinionista di 90º minuto di Lunedì su Rai 2 per poi passare a DAZN in occasione del Mondiale per club.

## Caratteristiche tecniche
Detto "Il Profeta", Hernanes è un centrocampista di media fisicità, ambidestro e molto dotato sul piano tecnico. Non particolarmente veloce, si distingue per dinamismo ed efficacia nel pressing, offrendo un buon contributo alla fase difensiva. La sua dote migliore è il tiro, pur essendo abile anche nell'effettuare l'ultimo passaggio. È in grado di ricoprire vari ruoli a centrocampo: trequartista, interno o regista. È stato accostato a Kaká, Andrea Pirlo e Deco. Sebbene sia un destro naturale, il suo preciso sinistro gli consente di segnare con entrambi i piedi, nei calci piazziati preferisce il piede destro.
All'Inter ha espresso la preferenza a essere impiegato da trequartista, concetto ribadito anche nella conferenza stampa di presentazione alla Juventus.

## Carriera

### Club

#### Gli inizi
La prima squadra di Hernanes è stata l'Unibol Pernambuco, un piccolo club della sua città in cui ha militato tra i 14 e i 15 anni.
Nel 2001 viene tesserato dal San Paolo, entrando a fare parte del settore giovanile. Nel corso di un incontro disputato mentre militava nel settore giovanile, fu in grado di segnare due gol su punizione, l'uno con il piede destro e l'altro con il sinistro.

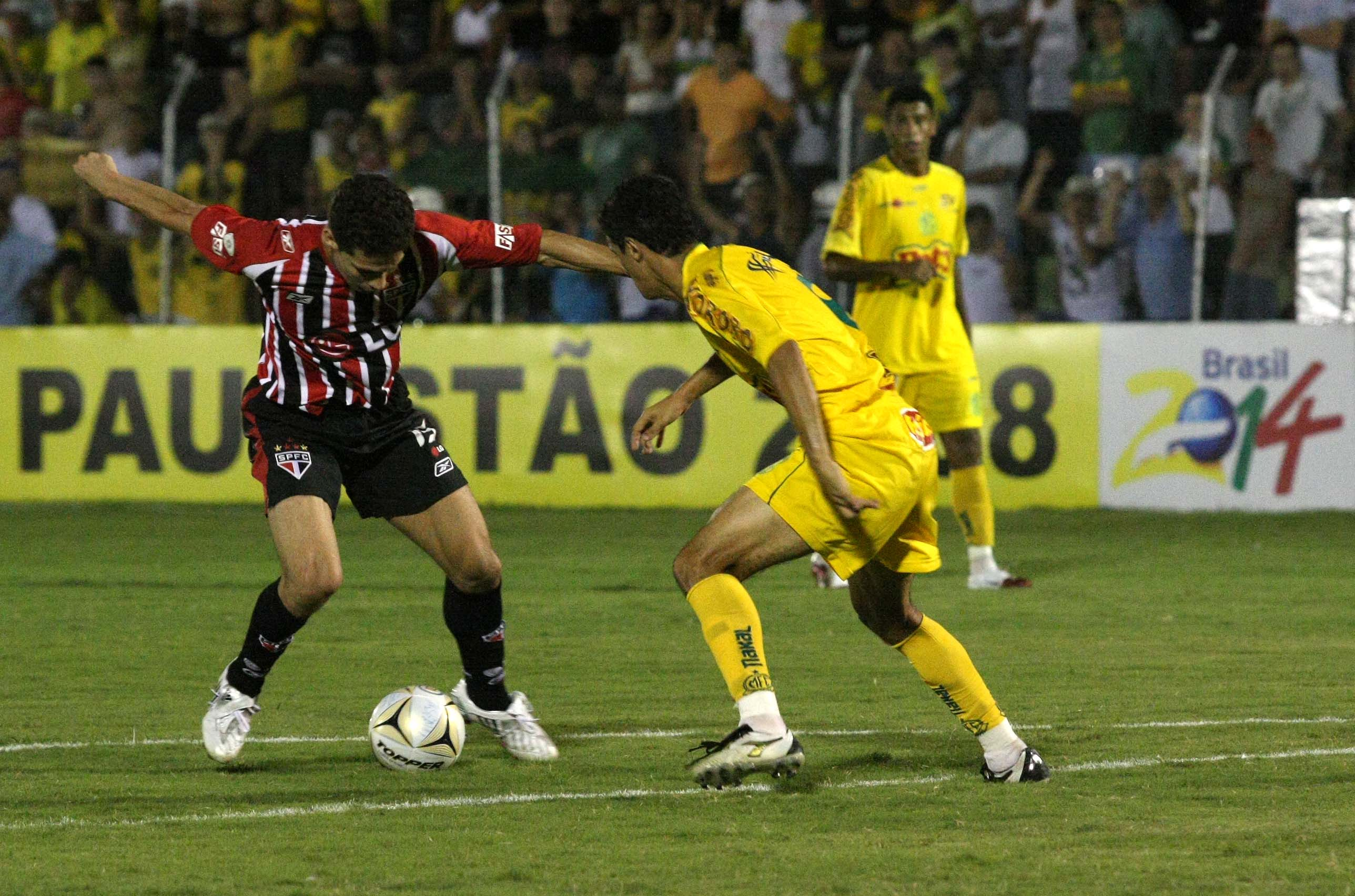
Hernanes in azione con la maglia del San Paolo durante una gara di campionato.

Esordisce in prima squadra nel 2005, disputando sedici partite impreziosite da tre gol, giostrando da esterno sinistro di centrocampo. L'anno successivo viene girato in prestito al Santo André. Tornato al club Tricolor nel 2007, viene impostato come centrocampista centrale dall'allenatore Muricy Ramalho e riesce a conquistare un posto da titolare, complice anche la cessione dei mediani Josué e Mineiro. In stagione gioca 39 partite, segna 4 gol e vince il campionato Brasileirão. Nel 2008 si aggiudica per la seconda volta consecutiva sia il campionato che la Bola de Prata.

#### Lazio
Il 6 agosto 2010, all'indomani dell'eliminazione del San Paolo dalla Copa Libertadores, viene ufficializzato il suo trasferimento in Italia, dove viene acquistato dalla Lazio per 13,5 milioni di euro. Firma un contratto quinquennale da 1,6 milioni più un bonus di 100000 € annui (fino a raggiungere i 2 milioni nell'ultimo anno di contratto), lasciando la squadra paulista dopo 216 partite e 35 gol segnati in totale.
Al San Paolo il suo cartellino era diviso fra vari proprietari: il fondo di investimento Traffic (che deteneva il 17% del cartellino), la Kirin Sport cin (che deteneva l'8% del cartellino), la società del San Paolo (che deteneva il 70% del cartellino) e Augustino Penha, ex calciatore brasiliano (che deteneva il 5% del cartellino), suo amico che funge da procuratore.
L'allenatore Edoardo Reja gli affida sin dall'inizio il ruolo del titolare. Segna la prima rete con la Lazio su calcio di rigore nella seconda giornata di campionato, chiudendo la partita con il Bologna (3-1) all'ultimo minuto. Nel dicembre 2010 viene eletto come secondo miglior calciatore brasiliano d'Europa, alle spalle dell'interista Maicon, dalla stampa brasiliana.
Il 19 gennaio realizza, con un calcio di rigore, la sua prima rete in Coppa Italia, nonché la sua prima rete in un derby di Roma, vinto dai rivali giallorossi per 2-1. Il 14 maggio realizza la sua prima doppietta in Serie A (Lazio-Genoa 4-2), portando a undici i suoi gol in campionato (eguagliando il record di Pavel Nedvěd di marcature per un centrocampista laziale in Serie A, superato nella stagione 2013/2014 da Antonio Candreva) e a 12 i suoi gol totali con la maglia della Lazio.
Esordisce in campo europeo il 18 agosto 2011, segnando una rete nella vittoria per 6-0 contro il Rabotnicki: va a segno anche nella partita di ritorno, vinta 3-1 dai romani. Il 16 ottobre realizza il momentaneo pari nella stracittadina con la Roma: vincendo 2-1, i biancocelesti centrano un successo che mancava da due anni. Il 1º febbraio 2012 segna la prima rete nella vittoria per 2-0 contro il Milan: dal 1998 la Lazio non sconfiggeva i rossoneri in Serie A. Va poi in rete nel derby del 4 marzo, vinto per 2-1: era dal campionato 1997-98 che la Lazio non trionfava in entrambe le stracittadine.
Il 23 agosto, segna una rete in Europa League contro il Mura 05: in campionato segna invece tre reti nelle prime giornate, contro Atalanta e Chievo.
Il 9 febbraio 2013 gioca la centesima gara in maglia laziale, nell'incontro pareggiato 1-1 con il Napoli: solo pochi giorni prima, durante la semifinale di Coppa Italia con la Juventus, era uscito dal campo dopo avere rimediato una botta alla tempia. Nella stracittadina dell'8 aprile, porta in vantaggio la Lazio ma sbaglia poi un rigore e provoca il tiro dagli undici metri con cui i giallorossi pareggiano. In Inter-Lazio dell'8 maggio, festeggia con una rete la centesima gara in Serie A (i biancocelesti vincono per 3-1). Il 26 maggio conquista il primo trofeo con la società romana battendo in finale la Roma, la Coppa Italia.
Il 18 agosto apre la stagione con la sconfitta in Supercoppa italiana contro la Juventus (per 4-0). Il 19 settembre segna la sua prima rete in campo europeo (turni preliminari esclusi) contro il Legia Varsavia.. Il 19 gennaio 2014 segna la sua ultima rete in maglia biancoceleste contro l'Udinese. Rimarrà celebre il suo saluto ai tifosi laziali mentre esce per l'ultima volta dal centro sportivo di Formello, in lacrime.

#### Inter
Il 31 gennaio 2014, proprio alla chiusura della finestra invernale, viene ceduto per 13 milioni più due di bonus all'Inter. Con i nerazzurri segna il primo gol nella partita contro il Livorno, terminata 2-2. Il 10 maggio è invece autore di una rete all'ex squadra, contro cui - esattamente un anno dopo - marca l'unica doppietta interista. Gioca le sue ultime due partite con l'Inter all'inizio del campionato 2015-16.

#### Juventus
Il 31 agosto 2015 viene acquistato dalla Juventus per 11 milioni di euro pagabili in tre anni, più ulteriori due milioni di bonus possibili, firmando con la società bianconera un contratto triennale. Sceglie di indossare la maglia numero 11. Debutta in bianconero il 12 settembre 2015, nel pareggio casalingo contro il Chievo (1-1). Tre giorni dopo effettua invece il suo esordio assoluto in Champions League, nella vittoriosa trasferta in casa del Manchester City (1-2). Il 25 aprile 2016 vince il primo Scudetto della sua esperienza italiana. Il 1º maggio seguente segna invece il suo primo gol con i bianconeri nella vittoria per 2-0 contro il Carpi. Il 21 maggio conquista con la compagine bianconera anche la Coppa Italia, superando il Milan ai tempi supplementari (1-0), match che il brasiliano gioca da titolare. Si tratta del suo secondo successo in questa competizione, dopo quello del 2013 con la Lazio.

#### Hebei China Fortune, i ritorni in Brasile, l'esperienza alessandrina
Il 9 febbraio 2017 passa a titolo definitivo all'Hebei China Fortune per otto milioni di euro più due milioni di bonus. Durante quello stesso anno verrà poi girato in prestito al San Paolo, dove segnerà nove gol in diciannove partite di campionato.
Finito il prestito ritorna in Cina per un breve periodo prima di firmare, il 29 dicembre 2018, un nuovo contratto con il San Paolo con cui vince un campionato Paulista. Il 17 luglio 2021 viene annunciata la sua separazione dal club.
Il 3 agosto 2021 passa al Sport Recife, club della sua città natale. In una stagione riuscirà a totalizzare diciassette presenze in campionato senza mai andare a segno. A fine stagione, il 2 maggio 2022, annuncia il ritiro dal calcio giocato.
Poco più di un anno dopo, nell'ottobre 2023, torna sui suoi passi e firma per il Sale, squadra dilettantistica dell'omonimo comune alessandrino e militante nel campionato piemontese di Prima Categoria. Il 15 dello stesso mese segna la sua prima rete con il club, decisiva per il risultato finale di 2-1.

### Nazionale
Nel marzo del 2008 è stato convocato dalla nazionale brasiliana, esordendo nell'amichevole vinta 1-0 contro la Svezia il 26 marzo.

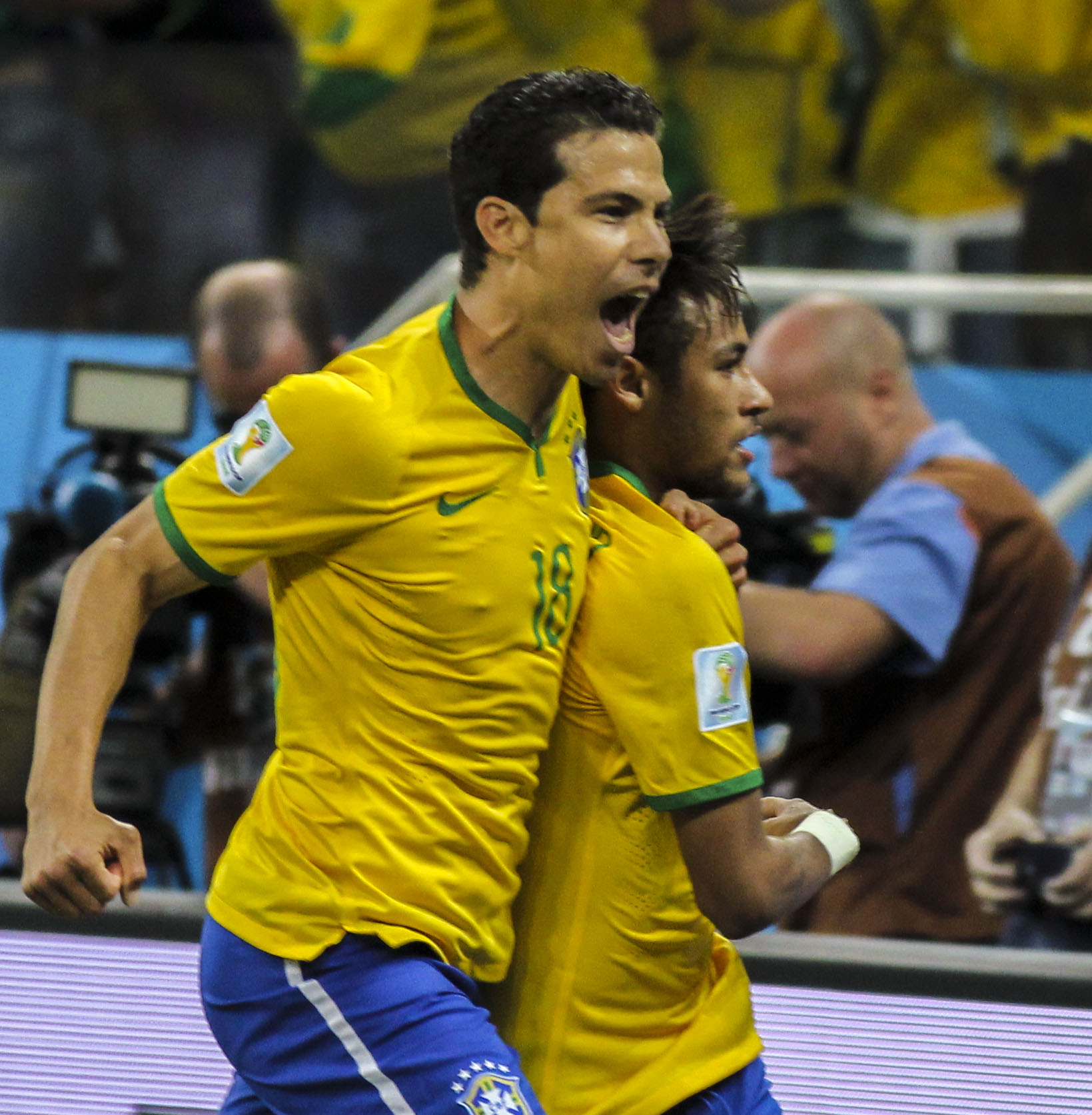
Hernanes e Neymar con la nazionale brasiliana al Mondiale 2014.

Ha conquistato la medaglia di bronzo ai Giochi olimpici di Pechino, segnando il gol decisivo nella partita d'esordio del torneo contro il Belgio. Il Brasile è stato eliminato in semifinale dall'Argentina.
Torna a giocare con la nazionale due anni dopo, il 10 agosto 2010, contro gli Stati Uniti. Nella partita contro la Francia del 9 febbraio 2011, giocata a Parigi, viene espulso al 40' per gioco pericoloso (entrata in ritardo che lo porta a colpire Karim Benzema al petto).
Il 10 novembre 2011, nel match amichevole contro il Gabon, vinto per 2-0 dai brasiliani, segna il primo gol con la maglia della Seleção.
Il 14 maggio viene inserito, dal CT Luiz Felipe Scolari, nella lista dei 23 convocati per la FIFA Confederations Cup 2013, programmata in Brasile dal 15 al 30 giugno come preludio del Mondiale 2014. Il 2 giugno nella sfida contro l'Inghilterra sfiora il primo gol nel nuovo e ristrutturato Maracanã: un suo tiro centra l'incrocio dei pali e consente a Fred di realizzare il tap-in vincente. Il 9 giugno segna il gol del momentaneo 2-0 contro la Francia (3-0 finale).
In occasione della Confederations Cup scende in campo in tutte le cinque gare senza però segnare: il 30 giugno, dopo il 3-0 inflitto alla Spagna, conquista il suo primo trofeo con la Seleção. È presente al Mondiale 2014, che il Brasile chiude al quarto posto.

## Statistiche

### Presenze e reti nei club
Statistiche aggiornate al 4 dicembre 2021
| Stagione          | Squadra           | Campionato        | Campionato | Campionato | Coppe nazionali | Coppe nazionali | Coppe nazionali | Coppe continentali | Coppe continentali | Coppe continentali | Altre coppe | Altre coppe | Altre coppe | Totale | Totale |
| Stagione          | Squadra           | Comp              | Pres       | Reti       | Comp            | Pres            | Reti            | Comp               | Pres               | Reti               | Comp        | Pres        | Reti        | Pres   | Reti   |
| ----------------- | ----------------- | ----------------- | ---------- | ---------- | --------------- | --------------- | --------------- | ------------------ | ------------------ | ------------------ | ----------- | ----------- | ----------- | ------ | ------ |
| 2005              | San Paolo         | A1/SP+A           | 0+17       | 0+3        |                 | -               | -               | CCS                | 1                  | 0                  | -           | -           | -           | 18     | 3      |
| 2006              | Santo André       | A1/SP+B           | 1++23      | 1++6       | CB              | 8               | 1               | -                  | -                  | -                  | -           | -           | -           | 32+    | 8+     |
| 2007              | San Paolo         | A1/SP+A           | 8+31       | 1+3        |                 | -               | -               | CCS                | 6                  | 1                  | -           | -           | -           | 45     | 5      |
| 2008              | San Paolo         | A1/SP+A           | 19+24      | 3+4        |                 | -               | -               | CL                 | 10                 | 0                  | -           | -           | -           | 53     | 7      |
| 2009              | San Paolo         | A1/SP+A           | 18+33      | 4+6        |                 | -               | -               | CL                 | 7                  | 0                  | -           | -           | -           | 58     | 10     |
| 2010              | San Paolo         | A1/SP+A           | 19+11      | 6+2        |                 | -               | -               | CL                 | 12                 | 2                  | -           | -           | -           | 42     | 10     |
| 2010-2011         | Lazio             | A                 | 36         | 11         | CI              | 1               | 1               | -                  | -                  | -                  | -           | -           | -           | 37     | 12     |
| 2011-2012         | Lazio             | A                 | 31         | 8          | CI              | 2               | 1               | UEL                | 9                  | 2                  | -           | -           | -           | 42     | 11     |
| 2012-2013         | Lazio             | A                 | 34         | 11         | CI              | 5               | 2               | UEL                | 14                 | 1                  | -           | -           | -           | 53     | 14     |
| 2013-gen. 2014    | Lazio             | A                 | 17         | 3          | CI              | 0               | 0               | UEL                | 6                  | 1                  | SI          | 1           | 0           | 24     | 4      |
| Totale Lazio      | Totale Lazio      | Totale Lazio      | 118        | 33         |                 | 8               | 4               |                    | 29                 | 4                  |             | 1           | 0           | 156    | 41     |
| gen.-giu. 2014    | Inter             | A                 | 14         | 2          | CI              | 0               | 0               | -                  | -                  | -                  | -           | -           | -           | 14     | 2      |
| 2014-2015         | Inter             | A                 | 26         | 5          | CI              | 1               | 0               | UEL                | 9                  | 0                  | -           | -           | -           | 36     | 5      |
| ago. 2015         | Inter             | A                 | 2          | 0          | CI              | 0               | 0               | -                  | -                  | -                  | -           | -           | -           | 2      | 0      |
| Totale Inter      | Totale Inter      | Totale Inter      | 42         | 7          |                 | 1               | 0               |                    | 9                  | 0                  |             | -           | -           | 52     | 7      |
| 2015-2016         | Juventus          | A                 | 14         | 1          | CI              | 3               | 0               | UCL                | 5                  | 0                  | SI          | 0           | 0           | 22     | 1      |
| 2016-feb. 2017    | Juventus          | A                 | 10         | 1          | CI              | 1               | 0               | UCL                | 2                  | 0                  | SI          | 0           | 0           | 13     | 1      |
| Totale Juventus   | Totale Juventus   | Totale Juventus   | 24         | 2          |                 | 4               | 0               |                    | 7                  | 0                  |             | 0           | 0           | 35     | 2      |
| feb.-lug. 2017    | Hebei CFFC        | CSL               | 6          | 1          | CC              | 0               | 0               | -                  | -                  | -                  | -           | -           | -           | 6      | 1      |
| lug.-dic. 2017    | San Paolo         | A1/SP+A           | 0+19       | 0+9        | CB              | 0               | 0               | CS                 | 0                  | 0                  | -           | -           | -           | 19     | 9      |
| 2018              | Hebei CFFC        | CSL               | 13         | 3          | CC              | 1               | 1               | -                  | -                  | -                  | -           | -           | -           | 14     | 4      |
| Totale Hebei CFFC | Totale Hebei CFFC | Totale Hebei CFFC | 19         | 4          |                 | 1               | 1               |                    | -                  | -                  |             | -           | -           | 20     | 5      |
| 2019              | San Paolo         | A1/SP+A           | 9+25       | 2+2        | CB              | 1               | 0               | CL                 | 2                  | 0                  | -           | -           | -           | 37     | 4      |
| 2020              | San Paolo         | A1/SP+A           | 12+21      | 1+3        | CB              | 2               | 0               | CL+CS              | 5+0                | 0+0                | -           | -           | -           | 40     | 4      |
| gen. -lug.2021    | San Paolo         | A1/SP+A           | 5+0        | 0+0        | CB              | 1               | 0               | CL                 | 3                  | 0                  | -           | -           | -           | 9      | 0      |
| Totale San Paolo  | Totale San Paolo  | Totale San Paolo  | 90+181     | 17+32      |                 | 4               | 0               |                    | 46                 | 3                  |             | -           | -           | 321    | 52     |
| lug. dic.2021     | Sport Recife      | A/PE+A            | 0+17       | 0+0        | CB              | -               | -               | -                  | -                  | -                  | -           | -           | -           | 17     | 0      |
| Totale carriera   | Totale carriera   | Totale carriera   | 515+       | 102+       |                 | 26              | 6               |                    | 91                 | 7                  |             | 1           | 0           | 633+   | 115+   |

### Cronologia presenze e reti in nazionale
| Cronologia completa delle presenze e delle reti in nazionale ― Brasile | Cronologia completa delle presenze e delle reti in nazionale ― Brasile | Cronologia completa delle presenze e delle reti in nazionale ― Brasile | Cronologia completa delle presenze e delle reti in nazionale ― Brasile | Cronologia completa delle presenze e delle reti in nazionale ― Brasile | Cronologia completa delle presenze e delle reti in nazionale ― Brasile | Cronologia completa delle presenze e delle reti in nazionale ― Brasile | Cronologia completa delle presenze e delle reti in nazionale ― Brasile |
| Data                                                                   | Città                                                                  | In casa                                                                | Risultato                                                              | Ospiti                                                                 | Competizione                                                           | Reti                                                                   | Note                                                                   |
| ---------------------------------------------------------------------- | ---------------------------------------------------------------------- | ---------------------------------------------------------------------- | ---------------------------------------------------------------------- | ---------------------------------------------------------------------- | ---------------------------------------------------------------------- | ---------------------------------------------------------------------- | ---------------------------------------------------------------------- |
| 26-3-2008                                                              | Londra                                                                 | Svezia                                                                 | 0 – 1                                                                  | Brasile                                                                | Amichevole                                                             | -                                                                      | 64’                                                                    |
| 10-8-2010                                                              | East Rutherford                                                        | Stati Uniti                                                            | 0 – 2                                                                  | Brasile                                                                | Amichevole                                                             | -                                                                      | 59’                                                                    |
| 9-2-2011                                                               | Saint-Denis                                                            | Francia                                                                | 1 – 0                                                                  | Brasile                                                                | Amichevole                                                             | -                                                                      | 40’                                                                    |
| 8-10-2011                                                              | San José                                                               | Costa Rica                                                             | 0 – 1                                                                  | Brasile                                                                | Amichevole                                                             | -                                                                      | 46’                                                                    |
| 11-10-2011                                                             | Torreón                                                                | Messico                                                                | 1 – 2                                                                  | Brasile                                                                | Amichevole                                                             | -                                                                      | 90’                                                                    |
| 10-11-2011                                                             | Libreville                                                             | Gabon                                                                  | 0 – 2                                                                  | Brasile                                                                | Amichevole                                                             | 1                                                                      |                                                                        |
| 14-11-2011                                                             | Ar Rayyan                                                              | Egitto                                                                 | 0 – 2                                                                  | Brasile                                                                | Amichevole                                                             | -                                                                      |                                                                        |
| 28-2-2012                                                              | San Gallo                                                              | Bosnia ed Erzegovina                                                   | 1 – 2                                                                  | Brasile                                                                | Amichevole                                                             | -                                                                      | 67’                                                                    |
| 21-3-2013                                                              | Ginevra                                                                | Italia                                                                 | 2 – 2                                                                  | Brasile                                                                | Amichevole                                                             | -                                                                      | 62’ 90’                                                                |
| 25-3-2013                                                              | Londra                                                                 | Brasile                                                                | 1 – 1                                                                  | Russia                                                                 | Amichevole                                                             | -                                                                      | 72’                                                                    |
| 2-6-2013                                                               | Rio de Janeiro                                                         | Brasile                                                                | 2 – 2                                                                  | Inghilterra                                                            | Amichevole                                                             | -                                                                      | 46’                                                                    |
| 9-6-2013                                                               | Porto Alegre                                                           | Brasile                                                                | 3 – 0                                                                  | Francia                                                                | Amichevole                                                             | 1                                                                      | 82’                                                                    |
| 15-6-2013                                                              | Brasilia                                                               | Brasile                                                                | 3 – 0                                                                  | Giappone                                                               | Conf. Cup 2013 - 1º turno                                              | -                                                                      | 75’                                                                    |
| 19-6-2013                                                              | Fortaleza                                                              | Brasile                                                                | 2 – 0                                                                  | Messico                                                                | Conf. Cup 2013 - 1º turno                                              | -                                                                      | 62’                                                                    |
| 22-6-2013                                                              | Salvador                                                               | Italia                                                                 | 2 – 4                                                                  | Brasile                                                                | Conf. Cup 2013 - 1º turno                                              | -                                                                      |                                                                        |
| 26-6-2013                                                              | Belo Horizonte                                                         | Brasile                                                                | 2 – 1                                                                  | Uruguay                                                                | Conf. Cup 2013 - Semifinale                                            | -                                                                      | 73’                                                                    |
| 30-6-2013                                                              | Rio de Janeiro                                                         | Brasile                                                                | 3 – 0                                                                  | Spagna                                                                 | Conf. Cup 2013 - Finale                                                | -                                                                      | 83’                                                                    |
| 14-8-2013                                                              | Basilea                                                                | Svizzera                                                               | 1 – 0                                                                  | Brasile                                                                | Amichevole                                                             | -                                                                      | 59’                                                                    |
| 7-9-2013                                                               | Brasilia                                                               | Brasile                                                                | 6 – 0                                                                  | Australia                                                              | Amichevole                                                             | -                                                                      | 62’                                                                    |
| 11-9-2013                                                              | Foxborough                                                             | Brasile                                                                | 3 – 1                                                                  | Portogallo                                                             | Amichevole                                                             | -                                                                      | 68’                                                                    |
| 12-10-2013                                                             | Seul                                                                   | Corea del Sud                                                          | 0 – 2                                                                  | Brasile                                                                | Amichevole                                                             | -                                                                      | 68’                                                                    |
| 15-10-2013                                                             | Pechino                                                                | Brasile                                                                | 2 – 0                                                                  | Zambia                                                                 | Amichevole                                                             | -                                                                      | 63’                                                                    |
| 16-11-2013                                                             | Miami Gardens                                                          | Honduras                                                               | 0 – 5                                                                  | Brasile                                                                | Amichevole                                                             | -                                                                      | 90’                                                                    |
| 20-11-2013                                                             | Toronto                                                                | Brasile                                                                | 2 – 1                                                                  | Cile                                                                   | Amichevole                                                             | -                                                                      | 84’                                                                    |
| 3-6-2014                                                               | Goiânia                                                                | Brasile                                                                | 4 – 0                                                                  | Panama                                                                 | Amichevole                                                             | -                                                                      | 46’                                                                    |
| 12-6-2014                                                              | San Paolo                                                              | Brasile                                                                | 3 – 1                                                                  | Croazia                                                                | Mondiali 2014 - 1º turno                                               | -                                                                      | 63’                                                                    |
| 4-7-2014                                                               | Fortaleza                                                              | Brasile                                                                | 2 – 1                                                                  | Colombia                                                               | Mondiali 2014 - Quarti di finale                                       | -                                                                      | 86’                                                                    |
| 12-7-2014                                                              | Brasilia                                                               | Brasile                                                                | 0 – 3                                                                  | Paesi Bassi                                                            | Mondiali 2014 - Finale 3º posto                                        | -                                                                      | 57’                                                                    |
| Totale                                                                 |                                                                        | Presenze                                                               | 28                                                                     |                                                                        | Reti                                                                   | 2                                                                      |                                                                        |

## Palmarès

### Club

#### Competizioni statali
- Campionato paulista: 1

San Paolo: 2021

#### Competizioni nazionali
- Campionato brasiliano: 2

San Paolo: 2007, 2008
- Coppa Italia: 2

Lazio: 2012-2013
Juventus: 2015-2016
- Campionato italiano: 1

Juventus: 2015-2016

### Nazionale
- Bronzo olimpico: 1

Pechino 2008
- Confederations Cup: 1

Brasile 2013

### Individuale
- Bola de Prata: 2

2007, 2008
- Miglior giocatore del campionato brasiliano: 1

2008